# Puchar Polski w piłce siatkowej kobiet (2018/2019)
Puchar Polski w piłce siatkowej kobiet 2018/2019 – 62. sezon rozgrywek o siatkarski Puchar Polski odbywający się od 1932 roku.

## System rozgrywek
Rozgrywki składały się z sześciu rund wstępnych, ćwierćfinałów i turnieju finałowego. Drużyny, które grają w II lidze rozpoczynają od 1. rundy. Następnie w 3. rundzie do zwycięzców z 2. rundy dojdą drużyny z I ligi, następnie w 6. rundzie rozpoczną rozgrywki drużyny z Ligi Siatkówki Kobiet. Turniej rozgrywany jest systemem pucharowym - przegrana drużyna odpada. Gospodarzem w rundach wstępnych jest drużyna, która zajęła niższą pozycję w klasyfikacji końcowej lub z niższej ligi. Gospodarzami meczów pomiędzy drużynami Ligi Siatkówki Kobiet jest drużyna wyżej sklasyfikowana po pierwszej rundzie fazy zasadniczej sezonu 2018/2019.

## Drużyny uczestniczące
| Liga Siatkówki Kobiet         | Liga Siatkówki Kobiet |
| ----------------------------- | --------------------- |
| Chemik Police                 | zwycięzca             |
| KS Developres Rzeszów         | finał                 |
| Budowlani Łódź                | półfinał              |
| ŁKS Commercecon Łódź          | półfinał              |
| Bank Pocztowy Pałac Bydgoszcz | ćwierćfinał           |
| DPD Legionovia Legionowo      | ćwierćfinał           |

| I liga 5 drużyn      | I liga 5 drużyn |
| -------------------- | --------------- |
| Wisła Warszawa       | ćwierćfinał     |
| WTS Solna Wieliczka  | ćwierćfinał     |
| MKS Dąbrowa Górnicza | 3. runda        |
| Mazovia Warszawa     | 2. runda        |
| Energetyk Poznań     | 2. runda        |

| II liga 4 drużyn           | II liga 4 drużyn |
| -------------------------- | ---------------- |
| NOSiR Nowy Dwór Mazowiecki | 3. runda         |
| MKS Polonia Świdnica       | 2. runda         |
| Sparta Warszawa            | 2. runda         |
| BAS Białystok              | 1. runda         |

## Rozgrywki

### 1. runda
| Data       | Drużyna 1     | Wynik | Drużyna 2      | Sety                |
| ---------- | ------------- | ----- | -------------- | ------------------- |
| 24.10.2018 | BAS Białystok | 0:3   | Wisła Warszawa | 19:25, 12:25, 16:25 |

### 2. runda
| Data       | Drużyna 1                  | Wynik | Drużyna 2            | Sety                       |
| ---------- | -------------------------- | ----- | -------------------- | -------------------------- |
| 07.10.2018 | WTS Solna Wieliczka        | 3:0   | Mazovia Warszawa     | 29:27, 25:20, 25:16        |
| 21.11.2018 | Polonia Świdnica           | 0:3   | MKS Dąbrowa Górnicza | 17:25, 15:25, 15:25        |
| 23.11.2018 | NOSiR Nowy Dwór Mazowiecki | 3:0   | Sparta Warszawa      | 25:21, 25:17, 25:17        |
| 28.11.2018 | Energetyk Poznań           | 1:3   | Wisła Warszawa       | 23:25, 25:22, 15:25, 15:25 |

### 3. runda
| Data       | Drużyna 1                  | Wynik | Drużyna 2           | Sety                |
| ---------- | -------------------------- | ----- | ------------------- | ------------------- |
| 14.12.2018 | NOSiR Nowy Dwór Mazowiecki | 0:3   | WTS Solna Wieliczka | 24:26, 20:25, 17:25 |
| 06.01.2019 | MKS Dąbrowa Górnicza       | 0:3   | Wisła Warszawa      | 15:25, 24:26, 22:25 |

### Ćwierćfinał
| Data       | Drużyna 1           | Wynik | Drużyna 2                     | Sety                              |
| ---------- | ------------------- | ----- | ----------------------------- | --------------------------------- |
| 30.01.2019 | WTS Solna Wieliczka | 1:3   | KS Developres Rzeszów         | 14:25, 25:21, 21:25, 19:25        |
| 30.01.2019 | Wisła Warszawa      | 2:3   | ŁKS Commercecon Łódź          | 18:25, 25:21, 19:25, 25:22, 14:16 |
| 30.01.2019 | Grot Budowlani Łódź | 3:0   | DPD Legionovia Legionowo      | 25:12, 25:22, 25:17               |
| 30.01.2019 | Chemik Police       | 3:1   | Bank Pocztowy Pałac Bydgoszcz | 19:25, 25:15, 25:19, 25:20        |

### Półfinał
| Data       | Drużyna 1            | Wynik | Drużyna 2             | Sety                       |
| ---------- | -------------------- | ----- | --------------------- | -------------------------- |
| 09.03.2019 | Chemik Police        | 3:0   | Grot Budowlani Łódź   | 27:25, 25:22, 25:14        |
| 09.03.2019 | ŁKS Commercecon Łódź | 1:3   | KS Developres Rzeszów | 29:27, 18:25, 24:26, 19:25 |

### Finał
| Data       | Drużyna 1     | Wynik | Drużyna 2             | Sety                |
| ---------- | ------------- | ----- | --------------------- | ------------------- |
| 10.03.2019 | Chemik Police | 3:0   | KS Developres Rzeszów | 25:23, 25:21, 25:22 |